# Trichopelma affine
Trichopelma affine är en spindelart som först beskrevs av Simon 1891.  Trichopelma affine ingår i släktet Trichopelma och familjen Barychelidae. Inga underarter finns listade i Catalogue of Life.